# Сушков, Иван Андреевич
Иван Андреевич Сушков (род. 1925) — советский передовик производства, машинист экскаватора Липецкого специализированного управления «Мехземстрой» треста «Спецстрой» Министерства строительства предприятий тяжёлой индустрии СССР. Герой Социалистического Труда (1980).

## Биография
Родился 15 февраля 1925  года в селе Озерки, Бутурлиновского района Воронежской области.
С 1941 года после начала Великой Отечественной войны, в шестнадцати летнем возрасте начал свою трудовую деятельность в местном колхозе Бутурлиновского района Воронежской области.
С 1943 года И. А. Сушков был призван в ряды Рабоче-Крестьянской Красной армии и направлен действующую армию, участник Великой Отечественной войны в составе 83-го гвардейского танкового полка 18-й гвардейской механизированной бригады 9-го гвардейского механизированного корпуса — гвардии сержант, радист танка. Воевал на Воронежском и 2-м Украинском фронтах. 17 февраля 1945 года за смелые и отважные действия в бою был награждён Орденом Славы 3-й степени.
С 1949 года после демобилизации из рядов Советской армии в звании гвардии сержанта, переехал в город Липецк и начал работать экскаваторщиком на одном из участков управления «Союзэкскавация». Позже работал машинистом экскаватора и бригадиром экскаваторщиков Липецкого специализированного управления «Мехземстрой» треста «Спецстрой» Министерства строительства предприятий тяжёлой индустрии СССР, И. А. Сушков был участником  строительства цеха холодной прокатки углеродистых сталей и шестой домны  Новолипецкого металлургического завода, как высококвалифицированного специалиста И. А. Сушкова посылали всегда на самые ответственные участки работы.
30 декабря 1980 года Указом Президиума Верховного Совета СССР «за выдающиеся успехи, достигнутые в строительства предприятий тяжёлой индустрии» Иван Андреевич Сушков был удостоен звания Героя Социалистического Труда с вручением Ордена Ленина и золотой медали «Серп и Молот».
После выхода на заслуженный отдых проживал в городе Липецке

## Награды
- Медаль «Серп и Молот» (03.09.1980)
- Орден Ленина (03.09.1980)
- Орден Отечественной войны II степени (6.04.1985[5])
- Орден Славы III степени (17.02.1945[2])